# Аласанія Мамія Георгійович
Мамія Георгійович Аласанія (груз. მამია გიორგის ძე ალასანია ; 6 травня 1943 — 27 вересня 1993) — грузинський військовик, полковник ЗС Грузії, учасник абхазької війни і боїв за Сухумі.

## Біографія
Народився 6 травня 1943 року в місті Анаклія. Закінчив Тбіліський політехнічний інститут та Вищу школу КДБ СРСР. Служив у розвідці та контррозвідці СРСР близько 30 років. Учасник Афганської війни, де проходив службу в 1980—1981 роках. З 30 вересня 1986 по 1 листопада 1988 — голова Відділу КДБ по Південно-Осетинській автономній області при КДБ Грузинської РСР. Отримав звання полковника КДБ. У 1991 році після визнання незалежності Грузії Аласанія був призначений заступником голови Державної служби безпеки Грузії.
У 1992—1993 роках Аласанія був відправлений Урядом Грузії в район Самегрело для запобігання масових заворушень, пізніше разом з грузинськими військами брав участь у боях проти абхазьких військ. 27 вересня 1993 року під час боїв за Сухумі абхазькою артилерією було обстріляно будівлю Верховної Ради Абхазької РСР, де тримали оборону 18 грузинських бійців, серед яких був і Мамія Аласанія. Пізніше будинок оточили кабардинські бойовики і грузини змушені були здатися: їх відправили в Гудауту, проте полонених того ж дня перехопили абхази та розстріляли біля залізниці. Серед загиблих, крім Аласанії, були кілька охоронців Жиулі Шартави, а також мер міста Сухумі Гурам Габіскірія, голова військового прес-центру Автономної Республіки Абхазія Олександр Берулава та генерал-майор грузинської армії Гено Адамія .
У 2004 році Аласанія посмертно нагороджений орденом Вахтанга Горгасала І ступеня
У жовтні 2017 року тіло Аласанії було знайдено в Абхазії та доставлено до Тбілісі, де його поховали з військовими почестями у дворі церкви святого Миколая на території фортеці Нарікала 5 лютого 2018 посмертно нагороджений Орденом Національного героя Грузії, нагороду з рук Президента Грузії отримав його син Іраклій .

## Сім'я
Син Мамії Аласанії — Іраклій, відомий грузинський політик, посол Грузії при ООН з 11 вересня 2006 по 4 грудня 2008 і міністр оборони Грузії в 2012—2014 роках.